# Gare de Szőny
La gare de Szőny (en hongrois : Szőny vasútállomás) est une halte ferroviaire hongroise, située à Komárom.